# Юніорський турнір ФІФА 1949
Юніорський турнір ФІФА 1949 — пройшов в Нідерландах з 18 по 21 квітня. У фінальному матчі французи перемогли господарів 4:1.

## Учасники
- Австрія
- Бельгія
- Франція
- Англія
- Нідерланди (господарі)
- Північна Ірландія
- Шотландія

## Перший раунд
| 18 квітня 1949 |

| Північна Ірландія | (ж) 3 – 3 | Англія |
| ----------------- | --------- | ------ |
|                   |           |        |

| Гарлем |

| 18 квітня 1949 |

| Франція | 3 – 2 | Шотландія |
| ------- | ----- | --------- |
|         |       |           |

| Гертогенбос |

| 18 квітня 1949 |

| Нідерланди | 3 – 1 | Австрія |
| ---------- | ----- | ------- |
|            |       |         |

| Утрехт |

## Додатковий раунд
| 19 квітня 1949 |

| Англія | 4 – 2 | Австрія |
| ------ | ----- | ------- |
|        |       |         |

| Зейст |

## Півфінали
| 19 квітня 1949 |

| Франція | 4 – 0 | Бельгія |
| ------- | ----- | ------- |
|         |       |         |

| Гілверсум |

| 19 квітня 1949 |

| Нідерланди | 2 – 0 | Північна Ірландія |
| ---------- | ----- | ----------------- |
|            |       |                   |

| Амстердам |

## Матч за 5-е місце
| 21 квітня 1949 |

| Англія | 1 – 0 | Шотландія |
| ------ | ----- | --------- |
|        |       |           |

| Утрехт |

## Матч за 3-є місце
| 21 квітня 1949 |

| Бельгія | 5 – 0 | Північна Ірландія |
| ------- | ----- | ----------------- |
|         |       |                   |

| Гаага |

## Фінал
| 21 квітня 1949 |

| Франція | 4 – 1 | Нідерланди |
| ------- | ----- | ---------- |
|         |       |            |

| Роттердам |

| Чемпіон Європи 1949 |
| ------------------- |
| Франція 1-й титул   |